# Bankisus triguttatus
Bankisus triguttatus is een insect uit de familie van de mierenleeuwen (Myrmeleontidae), die tot de orde netvleugeligen (Neuroptera) behoort. 
Bankisus triguttatus is voor het eerst wetenschappelijk beschreven door Navás in 1926.